# Bagdaha
Bagdaha (en népalais : बागदह) est un comité de développement villageois du Népal situé dans le district de Sarlahi. Au recensement de 2011, il comptait 6 793 habitants.